# 바이오안전성정보센터
바이오안전성정보센터는 유전자변형생물체의 안전한 이동, 취급, 이용과 관련한 국제협약인 바이오안전성에 대한 카르타헤나의정서(바이오안전성의정서) 제20조에 따라 설치된 국제정보기관이다. 유전자변형생물체에 관한 과학적, 기술적, 환경적, 법률적 정보 및 경험의 교환 촉진과 의정서 당사국들의 의정서 이행 지원과 관련된 역할을 수행한다. 각국에서는 국제바이오안전성정보센터와의 정보 교류 등을 위한 국가별 정보센터가 운영되고 있으며, 한국에서는 "유전자변형생물체의 국가간 이동 등에 관한 법률" 제32조에 근거하여 한국바이오안전성정보센터가 운영되고 있다.